# Stefan Godlewski
Stefan Józef Godlewski (ur. 5 sierpnia 1894 w Warszawie, zm. 6 września 1942 w KL Auschwitz]) – poeta, prozaik, tłumacz literatury francuskiej.
Syn Stefana Godlewskiego i Heleny z Kozłowskich. Po śmierci ojca przeprowadził się wraz z matką i jej drugim mężem, Zygmuntem Wasilewskim, krytykiem i publicystą, wówczas redaktorem „Słowa Polskiego”, do Lwowa. Tam uczęszczał do gimnazjum i w 1914 zdał maturę. Zadebiutował wierszami pt. Magdalena, Marie Antoinette, Mary Stuart, ogłoszonymi w „Echu Literacko-Artystycznym”. Po I wojnie zamieszkał w Warszawie. Pracował jako dziennikarz, drukując wiersze, nowele, przekłady z literatury francuskiej. Interesował się twórczością Bolesława Prusa; ogłaszał szkice i studia poświęcone warszawskim realiom Lalki oraz opowiadania i sonety nawiązujące do tematyki tej powieści. Aresztowany przez Niemców 7 marca 1941 roku, osadzony na Pawiaku, wywieziony do niemieckiego obozu koncentracyjnego Auschwitz-Birkenau 16 października 1941 roku.